# Eclipsi solar del 25 de novembre de 2049
El dijous 25 de novembre de 2049 es produirà un eclipsi solar total. Serà un esdeveniment híbrid, amb només una fracció de la seva trajectòria total, i seccions més llargues al principi i al final com passa en un eclipsi anular. Un eclipsi solar es produeix quan la Lluna passa entre la Terra i el Sol, enfosquint totalment o parcial la imatge del Sol si es mira des de la Terra. Un eclipsi solar anular es produeix quan el diàmetre aparent de la Lluna és menor que el del Sol, bloquejant la major part de la llum del Sol i fent que el Sol sembli una corona circular (anell). Un eclipsi anular apareix com un eclipsi parcial sobre una regió de la Terra a milers de quilòmetres d'amplada.
Entre els eclipsis similars hi ha els del 26 de gener del 2047 i del 22 de juliol del 2047, que passaran l'any lunar de l'eclipsi previ.